# Truncatella conorum-piceae
Truncatella conorum-piceae är en svampart som först beskrevs av Tubeuf, och fick sitt nu gällande namn av Steyaert 1949. Truncatella conorum-piceae ingår i släktet Truncatella och familjen Amphisphaeriaceae.   Inga underarter finns listade i Catalogue of Life.